# Fifth Street Towers
Fifth Street Towers – kompleks dwóch wieżowców w Minneapolis, w stanie Minnesota, w Stanach Zjednoczonych. Wieża I o wysokości 108 m została otwarta w 1987 i liczy 26 kondygnacji, natomiast wieżę II z 36 kondygnacjami, mierzącą 153 m, otwarto w 1988.